# Monolistra jalzici
Monolistra jalzici är en kräftdjursart som beskrevs av Prevorènik, Verovnik, Zagmajster och Sket. 20. Monolistra jalzici ingår i släktet Monolistra och familjen klotkräftor. Inga underarter finns listade i Catalogue of Life.